# إيلغازي بن أرتق
نجم الدين إيلغازي بن أرتق بن أكسب التُركماني؛ إلغازي بن أرتق صاحب ماردين وأحد أبناء العائلة الأرتقية، كان هو وأخوه الأمير سقمان من أمراء تاج الدولة تتش صاحب الشام، فأقطعهما القدس، وجرت لهما سير، ثم استولى إيلغازي على ماردين.
كان ذا شجاعة، ورأي، وهيبة وصيت، حارب الفرنج غير مرة، وأخذ حلب بعد أولاد رضوان بن تتش، واستولى على ميافارقين وغيرها قبل موته بسنة، ثم سار منجدا لأهل تفليس هو وزوج بنته ملك العرب دبيس الأسدي، وانضم إليهما طغان صاحب أرزن، وطغريل أخو السلطان محمود السلجوقي، وساروا على غير تعبئة، فانحدر عليهم داود طاغية الكرج فكبسهم، فهزمهم، ونازل اللعين تفليس وأخذها بالسيف، وبدع، ثم جعلهم رعية له، وعدل ومكنهم من شعار الإسلام، وأمر أن لا يذبح فيها خنزير، وبقي يجيء ويسمع الخطبة، ويعطي الخطيب والمؤذنين الذهب، وعمر ربطا للصوفة، وكان جوادا محترما للمسلمين.

## سيرته

### ذكر إقطاع ميافارقين إيلغازي
في هذه السنة أقطع السلطان محمود مدينة ميافارقين للأمير إيلغازي. وسبب ذلك أنه أرسل ولده حسام الدين تمرتاش، وعمره سبع عشرة سنة، إلى السلطان ليشفع في دبيس بن صدقة، ويبذل عنه الطاعة، وحمل الأموال، والخيل، وغيرها، وأن يضمن الحلة كل يوم بألف دينار وفرس، وكان المتحدث عنه القاضي بهاء الدين أبو الحسن علي بن القاسم بن الشهرزوري، فتردد الخطاب في ذلك، ولم ينفصل حال، فلما أراد العود أقطع السلطان أباه مدينة ميافارقين، وكانت مع الأمير سكمان، صاحب خلاط، فتسلمها إيلغازي، وبقيت في يده، ويد أولاده، إلى أن ملكها صلاح الدين يوسف بن أيوب سنة ثمانين وخمسمائة.

### حربه ضد آق سنقر
في عام 508هـ (1114م) قامت حرب بين آق سنقر البرسقي وإيلغازي، ولما قبض البرسقي على إياز بن إيلغازي سار إيلغازي إلى حصن كيفا وصاحبها الأمير ركن الدولة داود ابن أخيه سقمان فاستنجده فسار معه في عسكره وأحضر خلقا كثيرا من التركمان وسار إلى البرسقي فلقيه أواخر السنة واقتتلوا قتالا شديدا صبروا فيه فانهزم البرسقي وعسكره وخلص إياز بن إيلغازي من الأسر.

### حربه ضد الفرنجة
كانت مدينة حلب ذات أهمية بالغة لمن يريد مجابهة الصليبيين وإيقاف خطرهم؛ بسبب موقعها الحيوي، فهي تقع في مركز حصين بين إمارتين صليبيتين هما إمارة الرها وإمارة أنطاكية الصليبييتين، بالإضافة إلى ما تتمتع به من مزايا بشرية واقتصادية وخطوط مواصلات، تسمح بالاتصال بالقوى الإسلامية المنتشرة في الجزيرة والفرات والأناضول وشمالي الشام وأوسطه مما يعد أساسيا لاستمرار حركة الجهاد، ولم تكن كل هذه الأمور خافية على قادة الأمراء الصليبيين الذين كانوا يتابعون أحوالها عن كثب وينتظرون الفرصة للاستيلاء عليها.
وكانت أحوال حلب في هذه الفترة غير مستقرة، وبدأ الضعف يدب فيها بعد وفاة حاكمها «رضوان بن تتش» سنة (507 هـ - 1113 م) وخلفه في حكمها أبناؤه، وكانوا ضعافا غير قادرين على تسيير شئون البلاد، فتحكم فيهم أوصياؤهم، وصارت حلب سهلة المنال، فتحالف روجر أمير أنطاكية مع كبار مسئوليها كي يمنع إيلغازي الأرتقي من الاستيلاء عليها وضمها إلى دولته، ووصل الأمر بحلب أن أصبح المسئولون عنها يعتمدون على روجر الصليبي في رد الطامعين في الاستيلاء عليها من أمراء المسلمين.
ولم تأت سنة (511 هـ - 1118 م) حتى صارت حلب تحت رحمة أنطاكية، وهو ما جعل أهلها يستنجدون بإيلغازي بن أرتق، وكان واحدا من أبرز المجاهدين ضد الوجود الصليبي في بلاد الشام، وقامت سياسته على أساس التحالف مع الأمراء المسلمين ضد الصليبيين.
ولما قدم إيلغازي إلى حلب قام بعدة إجراءات إصلاحية وسيطر على أمور البلدة، وصادر أموال الأمراء الذين كانوا قد سيطروا على شئون حلب في الفترة السابقة، واستعان بها في حشد قواته من التركمان لمجابهة الصليبيين. وقام بتوحيد العمل مع طغتكين البوري حاكم مدينة دمشق التي لم تسلم من اعتداءات الصليبيين، فذهب إليه في دمشق، واتفقا على حشد قواتهما والبدء بمهاجمة أنطاكية، وحددا شهر صفر من سنة (513 هـ - 1119 م) موعدا للاجتماع. غير أن إيلغازي كانت حركته أسرع من حركة حليفه، فاستطاع أن يحشد أكثر من عشرين ألفا من مقاتلي التركمان، واتجه بهم إلى الرها، فتخوف أمراؤها الصليبيون، وأرسلوا إليه يطلبون مصالحته نظير تنازلهم عن أسرى المسلمين الذين في حوزتهم، فأجابهم إلى ذلك، واشترط عليهم البقاء في بلدهم وعدم التوجه لمساعدة أمير أنطاكية في حالة حدوث قتال معه، وكانت هذه خطوة صائبة من إيلغازي تمكن بموجبها من عزل إحدى القوى الصليبية الكبرى.

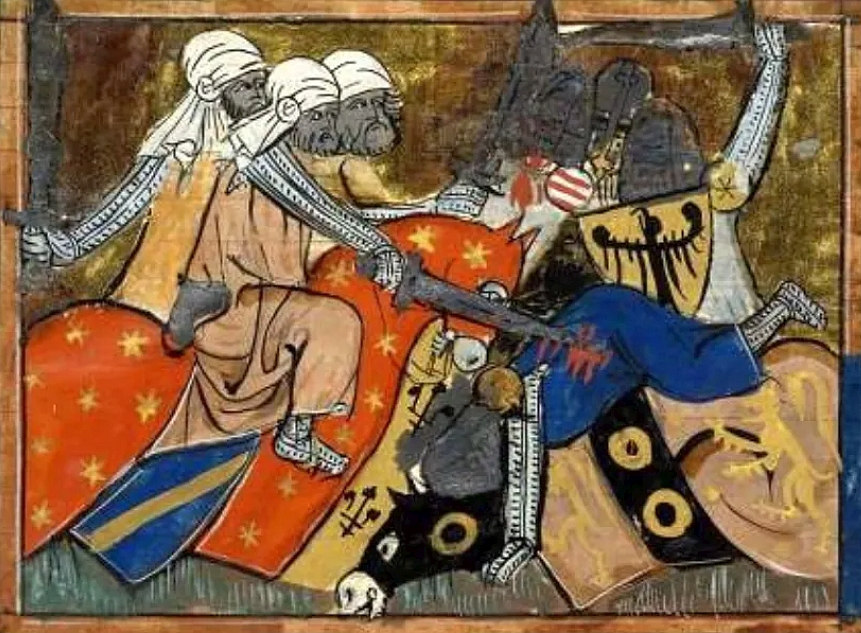
رسم لمعركة ساحة الدم، الجيش الإسلامي على (اليسار) الفرنجة على (اليمين)

ثم عبر إيلغازي وحلفاؤه الفرات وهاجموا «تل باشر» و«تل خالد» والمناطق المحيطة بهما، وانتشرت قوات إيلغازي في مناطق وجود الصليبيين، واستولى على حصن قسطون، ثم مدينة «قنسرين» التي اتخذها قاعدة لشن الغارات على «حارم» وجبل السماق. ولما شعر «روجر» أمير أنطاكية بالخطر الذي يتهدده اضطر إلى طلب النجدة من «بونز» أمير طرابلس ومن بلدوين الثاني ملك بيت المقدس، وعسكر خارج أنطاكية في انتظار المدد من رفاقه الصليبيين، لكنه لم يصبر لحين وصول النجدة، وتقدم صوب القوات الإسلامية على رأس ثلاثة آلاف فارس، وتسعة آلاف راجل، ومنهم 500 فارس أرمني في «تل عفرين» وهو موضع ظن روجر أنه مانعهم من هجمات المسلمين حتى تأتيهم الإمدادات. وفي الوقت نفسه كانت عيون إيلغازي تأتي إليه بأخبار روجر وجيشه، وكانت جماعة من جواسيسه قد تزيت بزي التجار، ودخلت معسكر الصليبيين لمعرفة استعداداته، وأراد إيلغازي أن ينتظر حليفه طفتكين القادم من دمشق قبل الدخول في المعركة، لكن أمراءه رفضوا وحثوه على قتال العدو، فأسرع بالسير إلى ملاقاة أعدائه، الذين فوجئوا بقوات المسلمين تحيط بهم في فجر السبت الموافق (16 ربيع الأول 513 هـ - 28 يونيو 1119 م)، ودارت معركة هائلة لم تثبت في أثنائها قوات الصليبيين وتراجعت أمام الهجوم الكاسح، وسقط آلاف القتلى من هول القتال، وكان من بينهم روجر نفسه. ولكثرة اعداد القتلى اشتهرت هذه المعركة لدى مؤرخي الصليبيين باسم معركة ساحة الدم، وفضلا عن القتلى فقد وقع في أيدي المسلمين من السبي والغنائم والدواب ما لايمكن إحصاءه. وبعد المعركة نزل إيلغازي في خيمة روجر وحمل إليه المسلمون ما غنموه في المعركة فلم يأخذ منهم إلا سلاحا يهديه لملوك الإسلام، ورد عليهم ما حملوه بأسره، وكتب إلى سائر أمراء المسلمين يبشرهم بهذا النصر العظيم. وأما سيرجال، صاحب أنطاكية، فإنه قتل وحمل رأسه، وكانت الوقعة منتصف شهر ربيع الأول، ثم تجمع من سلم من المعركة مع غيرهم، فلقيهم إيلغازي أيضاً، فهزمهم، وفتح منهم حصن الأثارب، وزردنا، وعاد إلى حلب، وقرر أمرها، وأصلح حالها، ثم عبر الفرات إلى ماردين. واكتفى إيلغازي بهذا النصر الباهر، ولو توجه إلى إمارة أنطاكية لما استعصى عليه فتحها لأنها كانت خالية من الجند!.

### عصيان سليمان على أبيه
عصى سليمان بن إيلغازي بن أرتق على أبيه بحلب، وقد جاوز عمره عشرين سنة، حمله على ذلك جماعة من عنده، فسمع والده الخبر، فسار مجداً لوقته، فلم يشعر به سليمان حتى هجم عليه، فخرج إليه معتذراً، فأمسك عنه، وقبض على من كان أشار عليه بذلك، منهم: أمير كان قد التقطه أرتق، والد إيلغازي، ورباه، اسمه ناصر، فقلع عينيه، وقطع لسانه، ومنهم: إنسان من أهل حماة من بيت قرناص، كان قد قدمه إيلغازي على أهل حلب، وجعل إليه الرئاسة، فجزاه بذلك، وقطع يديه ورجليه، وسمل عينيه، فمات. وأحضر ولده، وهو، سكران، فأراد قتله، فمنعه رقة الوالد، فاستبقاه، فهرب إلى دمشق، فأرسل طغتكين يشفع فيه، فلم يجبه إلى ذلك، واستناب بحلب سليمان ابن أخيه عبد الجبار بن أرتق، ولقبه بدر الدولة، وعاد إلى ماردين.

## وصفه
قالوا عنه : أثنى عليه العلماء ومدحه الشعراء فقال الذهبي «كان فارساً شجاعاً كثير الغزو كثير العطاء».
وقيل فيه:

## الوفاة
اتفق أن أكل إيلغازي لحم قديد كثيراً وجوزاً أخضر وبطيخاً وفواكه، فانتفخ جوفه وضاق نفسه، واشتد به الأمر، فرحل إلى حلب، وتزايد به المرض، فسار طغتكين إلى دمشق وبلك غازي إلى بلاده ، ودخل إيلغازي ليتدواى بحلب، فنزل القصر، ولم يخلص من علته ، أقام إيلغازي، وصلح من مرضه، وسار إلى ماردين، ثم خرج منها يريد ميافارقين، فاشتد مرضه في الطريق، وتوفي بالقرب من ميافارقين بقرية يقال لها: عجولين، في أول شهر رمضان من سنة 516هـ. واستمرت في يد ذريته إلى الساعة ، فأخذ ميافارقين ابنه شمس الدولة سليمان ، واستولى ابنه حسام الدين تمرتاش على ماردين ، واستولى على حلب ابن أخيه الأمير سليمان بن عبد الجبار بن أرتق إلى أن أخذها منه ابن عمه بلك بن بهرام .
وقال سبط ابن الجوزي: توفي إيلغازي سنة خمس عشرة وكان تحته بنت صاحب دمشق طغتكين ، وتزوج ابنه سليمان ببنت صاحب الروم ، فمات سنة ثماني عشرة ، فتسلم تمرتاش ميافارقين .